# دان جونسون (سياسي أمريكي)
دان جونسون (بالإنجليزية: Dan Johnson)‏ هو سياسي أمريكي، ولد في 1960 في لويستون في الولايات المتحدة.